# Pat van den Hauwe
Pat van den Hauwe, all'anagrafe Patrick William Roger van den Hauwe (Dendermonde, 16 dicembre 1960), è un ex calciatore gallese.

## Biografia
Di padre belga e madre gallese, fra il 1993 e il 1997 è stato sposato con la modella Mandy Smith, già moglie di Bill Wyman. Soprannominato Psycho Pat dai propri tifosi per via del suo comportamento imprevedibile (che, durante l'adolescenza, gli ha comportato alcuni problemi con alcol e droghe).
Nel 2011 ha pubblicato un'autobiografia intitolata Psycho Pat: Legend or Madman.

## Carriera

### Club
Formatosi nei vivai di Arsenal e Chelsea durante il periodo scolastico, nel 1977 entrò nelle giovanili del Birmingham City, esordendo da professionista in occasione di un incontro di First Division con il Manchester City del 7 ottobre 1978. A lungo impiegato come riserva, dalla stagione 1981-82 van den Hauwe fu promosso titolare, rimanendo in squadra fino al settembre 1984 quando, dopo aver disputato le prime sei gare di Second Division 1984-85, si trasferì a Liverpool in seguito all'acquisto del suo cartellino da parte dell'Everton.
Impostosi subito come pedina fondamentale per il gioco della squadra, con i Toffees van den Hauwe otterrà una serie di titoli nazionali, fra cui le stagioni 1984-85 e 1986-87 della First Division: il conseguimento di quest'ultimo trofeo sarà, in particolare, ratificato da una vittoria con il Norwich City determinata da quello che sarà l'ultimo gol segnato nella sua carriera.
Acquistato dal Tottenham per 575,000 sterline, a partire dal 1989-90 disputò quattro stagioni da titolare senza segnare gol, ma vincendo l'edizione 1990-91 della FA Cup; all'inizio della stagione 1993-94 si trasferì a parametro zero al Millwall dove concluse la propria carriera in Football League dopo due stagioni. Si ritirò definitivamente dal calcio giocato nel 1997, dopo aver disputato due stagioni nel campionato sudafricano vestendo le maglie del Hellenic e del Wynberg St Johns.

### Nazionale
Conta 13 presenze nella nazionale gallese, ottenute fra il 1985 e il 1989.

## Statistiche

### Presenze e reti nei club
| Stagione | Squadra                | Campionato | Campionato | Campionato |
| Stagione | Squadra                | Comp       | Pres       | Reti       |
| -------- | ---------------------- | ---------- | ---------- | ---------- |
| 1978-79  | Birmingham City        | FD         | 8          | 0          |
| 1979-80  | Birmingham City        | SD         | 1          | 0          |
| 1980-81  | Birmingham City        | FD         | 4          | 0          |
| 1981-82  | Birmingham City        | FD         | 31         | 0          |
| 1982-83  | Birmingham City        | FD         | 31         | 1          |
| 1983-84  | Birmingham City        | FD         | 42         | 0          |
| 1984-85  | Birmingham City        | SD         | 6          | 0          |
|          | Totale Birmingham City |            | 119        | 1          |
| 1984-85  | Everton                | FD         | 31         | 0          |
| 1985-86  | Everton                | FD         | 40         | 1          |
| 1986-87  | Everton                | FD         | 11         | 1          |
| 1987-88  | Everton                | FD         | 28         | 0          |
| 1988-89  | Everton                | FD         | 25         | 0          |
|          | Totale Everton         |            | 134        | 2          |
| 1989-90  | Tottenham              | FD         | 31         | 0          |
| 1990-91  | Tottenham              | FD         | 32         | 0          |
| 1991-92  | Tottenham              | FD         | 35         | 0          |
| 1992-93  | Tottenham              | PL         | 18         | 0          |
| 1993-94  | Tottenham              | PL         | 0          | 0          |
|          | Totale Tottenham       |            | 116        | 0          |
| 1993-94  | Millwall               | FD         | 27         | 0          |
| 1994-95  | Millwall               | FD         | 32         | 0          |
|          | Totale Millwall        |            | 27         | 0          |
| 1996     | Hellenic               | ?          | ?          | ?          |
| 1997     | Wynberg St Johns       | ?          | ?          | ?          |
|          | Totale carriera        |            | 396+       | 3+         |

### Cronologia presenze e reti in nazionale
| Cronologia completa delle presenze e delle reti in nazionale ― Galles | Cronologia completa delle presenze e delle reti in nazionale ― Galles | Cronologia completa delle presenze e delle reti in nazionale ― Galles | Cronologia completa delle presenze e delle reti in nazionale ― Galles | Cronologia completa delle presenze e delle reti in nazionale ― Galles | Cronologia completa delle presenze e delle reti in nazionale ― Galles | Cronologia completa delle presenze e delle reti in nazionale ― Galles | Cronologia completa delle presenze e delle reti in nazionale ― Galles |
| Data                                                                  | Città                                                                 | In casa                                                               | Risultato                                                             | Ospiti                                                                | Competizione                                                          | Reti                                                                  | Note                                                                  |
| --------------------------------------------------------------------- | --------------------------------------------------------------------- | --------------------------------------------------------------------- | --------------------------------------------------------------------- | --------------------------------------------------------------------- | --------------------------------------------------------------------- | --------------------------------------------------------------------- | --------------------------------------------------------------------- |
| 30-4-1985                                                             | Wrexham                                                               | Galles                                                                | 3 – 0                                                                 | Spagna                                                                | Qual. Mondiali 1986                                                   | -                                                                     |                                                                       |
| 10-9-1985                                                             | Cardiff                                                               | Galles                                                                | 1 – 1                                                                 | Scozia                                                                | Qual. Mondiali 1986                                                   | -                                                                     |                                                                       |
| 16-10-1985                                                            | Cardiff                                                               | Galles                                                                | 0 – 3                                                                 | Ungheria                                                              | Amichevole                                                            | -                                                                     |                                                                       |
| 18-2-1987                                                             | Cardiff                                                               | Galles                                                                | 0 – 0                                                                 | Unione Sovietica                                                      | Amichevole                                                            | -                                                                     |                                                                       |
| 1-4-1987                                                              | Wrexham                                                               | Galles                                                                | 4 – 0                                                                 | Finlandia                                                             | Qual. Euro 1988                                                       | -                                                                     | 11’                                                                   |
| 29-4-1987                                                             | Wrexham                                                               | Galles                                                                | 1 – 1                                                                 | Cecoslovacchia                                                        | Qual. Euro 1988                                                       | -                                                                     |                                                                       |
| 9-9-1987                                                              | Wrexham                                                               | Galles                                                                | 1 – 0                                                                 | Danimarca                                                             | Qual. Euro 1988                                                       | -                                                                     |                                                                       |
| 14-10-1987                                                            | Copenaghen                                                            | Danimarca                                                             | 1 – 0                                                                 | Galles                                                                | Qual. Euro 1988                                                       | -                                                                     |                                                                       |
| 11-11-1987                                                            | Praga                                                                 | Cecoslovacchia                                                        | 2 – 0                                                                 | Galles                                                                | Qual. Euro 1988                                                       | -                                                                     |                                                                       |
| 23-3-1988                                                             | Swansea                                                               | Galles                                                                | 1 – 2                                                                 | Jugoslavia                                                            | Amichevole                                                            | -                                                                     |                                                                       |
| 4-6-1988                                                              | Brescia                                                               | Italia                                                                | 0 – 1                                                                 | Galles                                                                | Amichevole                                                            | -                                                                     |                                                                       |
| 19-10-1988                                                            | Swansea                                                               | Galles                                                                | 2 – 2                                                                 | Finlandia                                                             | Amichevole                                                            | -                                                                     |                                                                       |
| 26-4-1989                                                             | Cardiff                                                               | Galles                                                                | 0 – 2                                                                 | Svezia                                                                | Amichevole                                                            | -                                                                     |                                                                       |
| Totale                                                                |                                                                       | Presenze                                                              | 13                                                                    |                                                                       | Reti                                                                  | 0                                                                     |                                                                       |

## Palmarès

### Club

#### Competizioni nazionali
- Coppa d'Inghilterra: 2

Everton: 1983-84
Tottenham: 1990-91
- First Division: 2

Everton: 1984-85, 1986-87
- Charity Shield: 5

Everton: 1984, 1985, 1986, 1987
Tottenham: 1991

#### Competizioni internazionali
- Coppa delle Coppe: 1

Everton: 1984-85